# Aké Loba
Aké Loba, né à Abidjan, le 15 août 1927 et mort à Aix-en-Provence le 2 août 2012, est un écrivain, homme politique et diplomate ivoirien. Aké Loba devient en 1961 le premier lauréat du Grand Prix Littéraire d'Afrique noire grâce à son roman Kocoumbo, l'étudiant noir, publié en 1960 par Flammarion. Aké Loba fut également un diplomate de carrière, vivant entre l'Allemagne, l'Italie, la France et la Côte d'Ivoire, où il exerça en tant que député avant d'être élu maire de la commune d'Abobo, un poste qu'il conserve jusqu'en 1990.  

## Biographie
Fils d'un chef traditionnel ébrié, il est initialement scolarisé en 1939 à l'école primaire publique de Grand-Bassam, mais les sévices physiques exercés à son encontre le poussent à s'enfuir vers son village natal où il reste jusqu'en 1947. Cette même année, il part en France pour apprendre l'agriculture ; il est employé un an durant dans une ferme bretonne, près de Quimper, avant de passer six mois en Beauce et de s'installer à Paris en 1948. Employé dans une maison de commerce, il exerce tour à tour comme planton, caissier et enfin comptable dès 1956. Il poursuit parallèlement ses études et obtient le baccalauréat en 1958, aidé dans ses révisions par un prêtre breton. Ne pouvant poursuivre des études de lettres à La Sorbonne comme il le souhaitait, il rentre en Côte d'Ivoire et commence à écrire ce qui deviendra Kocoumbo, qu'il achève en 1959.  
Aké Loba reprend le chemin de la France, pour étudier à l'Institut de Recherches Diplomatiques de Paris jusqu'en 1961. Après l'indépendance de la Côte d'Ivoire, il occupe le poste de secrétaire d'ambassade à Bonn, en Allemagne, de 1961 à 1965, avant d'être nommé conseiller d'ambassade à Rome de 1965 à 1970. Il a également été député, puis maire de la commune d'Abobo à Abidjan de 1985 à 1990. Il meurt dans sa maison d'Aix-en-Provence en août 2012.

## Œuvre
D'abord romancier, Aké Loba est surtout connu pour son texte autobiographique Kocoumbo, l'étudiant noir, considéré comme un classique de la littérature ivoirienne et d'Afrique noire francophone. Ce premier récit lui permet de remporter en 1961 le Grand prix littéraire d'Afrique noire. Aké Loba a également remporté l'éphémère Prix Littéraire Houphouët-Boigny en 1969 avec son deuxième roman, Sagaies sous le fleuve, achevé dès 1966 et publié quatre ans plus tard sous le titre Les Fils de Kouretcha. Loba publie en 1973 Les Dépossédés aux éditions de La Francité, basées à Nivelles, en Belgique. Son dernier roman, Le Sas des Parvenus, est édité par Flammarion en 1990. L'œuvre poétique de Loba, est en revanche, beaucoup moins connue et est en grande partie inédite, se limitant à quelques textes publiés dans Fraternité Matin, ou dans les périodiques disparus tels qu'Éburnéa ou France-Eurafrique.

### Romans
- Kocoumbo, l’étudiant noir, Paris, Flammarion, 1960, réédité en 1983 puis en 2001 par J'ai lu. Traduit en allemand par Rolf Römer sous le titre Kocoumbo ein Schwärzer Student in Paris (Speer-Verläg, 1961).
- Les Fils de Kouretcha, Nivelles, Belgique, éditions de La Francité, coll. « Romans contemporains », 1970. Traduit en hongrois par Péter Forgács et Bodoky Dorottya, sous le titre Folyósten Fiai (Európa, 1974).
- Les Dépossédés, Nivelles, Belgique, éditions de La Francité, coll. « Romans contemporains », 1973.
- Le Sas des parvenus, Paris, Flammarion, 1990.